# إنتاج متكامل

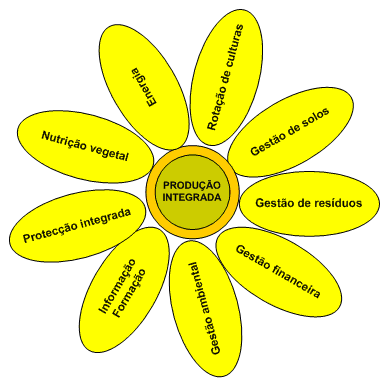

نظام زراعي ينتج غذاء عالي الجودة وغيره من المنتجات الأخرى عن طريق استخدام الموارد الطبيعية والآليات التنظيمية لتحل محل المدخلات الملوثة وتأمين الزراعة المستدامة. وينصب التركيز على نهج الأنظمة الشاملة التي تشمل مزرعة بأكملها باعتبارها الوحدة الأساسية، وعلى الدور المركزي للأنظمة البيئية الزراعية وعلى دورات المغذيات المتوازنة وعلى رفاهية جميع الأنواع في تربية الحيوانات. ويُعتبر صون وتحسين خصوبة التربة وتنوع البيئة من المكونات الأساسية. وتتم موازنة الوسائل البيولوجية والتقنية والكيميائية بعناية مع الأخذ بعين الاعتبار حماية البيئة والربحية والمتطلبات الاجتماعية.
Boller، E.F.؛ Avilla، J.؛ Joerg، E.؛ Malavolta، C.، المحررون (2004)، "Integrated Production Principles and Technical Guidelines" (PDF)، IOBC wprs Bulletin، ج. Vol. 27 (2)، ص. 54، مؤرشف من الأصل (PDF) في 2023-02-13 {{استشهاد}}: |المجلد= يحوي نصًّا زائدًا (مساعدة)، الوسيط |editor3-given= و|محرر3-الأول= تكرر أكثر من مرة (مساعدة)، الوسيط |محرر1-الأخير= و|محرر-الأخير= تكرر أكثر من مرة (مساعدة)، والوسيط |محرر1-الأول= و|محرر-الأول= تكرر أكثر من مرة (مساعدة)